# 月状溝
月状溝（げつじょうこう、Lunate sulcus）は大脳の後頭葉にある脳溝のひとつ。一次視覚野（有線皮質）の外側前方の境界を形成している。

## 歴史
月状溝についての研究上の記述は、20世紀初頭から見られる。Lunate sulcus という名称はオーストラリア出身の解剖学者グラフトン・エリオット・スミス（1871年 – 1937年）によって与えられた。

## 解剖
サル、ヒトなど類人猿の脳に見られる。後頭葉の外側面、後頭極の前方の位置を、後頭極を取り囲むようにして半月状に走るのが基本である。しかしその形態には個人差が大きい。
解剖学の標準的なテキストでは、多くの場合 分離した一つの脳溝として描かれているが、時に鳥距溝と接続しているものとして記述されていることもある。大型類人猿では一つながりの一本の脳溝だが、ヒトの場合、多くの場合、複数に分離している。ヒトにおいて、月状溝はすべての個体で見られるわけではなく、月状溝が見られない個体や、片方の大脳半球だけでしか月状溝が見られない個体がある。

## 脚註
1. 1 2 3  Allen JS, Bruss J, Damasio H (August 2006). “Looking for the lunate sulcus: a magnetic resonance imaging study in modern humans”. Anat Rec A Discov Mol Cell Evol Biol 288 (8):  867–76. doi:10.1002/ar.a.20362. PMID 16835937.
2. 1 2 3 4 5  Srijit D, Shipra P (2008). “Unilateral absence of the lunate sulcus: an anatomical perspective”. Rom J Morphol Embryol 49 (2):  257–8. PMID 18516336.
3. ↑  福尾 勉「日本人脳の月状溝に就いて」『日本医科大学雑誌』第27巻第2号、日本医科大学医学会、1960年、294-323頁、doi:10.1272/jnms1923.27.294、JOI:JST.Journalarchive/jnms1923/27.294。